# Držanovac
Držanovac (izvirno srbsko Држановац) je naselje v Srbiji, ki upravno spada pod Občino Žitorađa; slednja pa je del Topliškega upravnega okraja.

## Demografija
V naselju živi 735 polnoletnih prebivalcev, pri čemer je njihova povprečna starost 40,3 let (39,7 pri moških in 41,0 pri ženskah). Naselje ima 212 gospodinjstev, pri čemer je povprečno število članov na gospodinjstvo 4,47.
To naselje je, glede na rezultate popisa iz leta 2002, večinoma srbsko.
|  |

| Demografija | Demografija     | Demografija     |
| Leto        | Št. prebivalcev | Št. prebivalcev |
| ----------- | --------------- | --------------- |
|             |                 |                 |
|             |                 |                 |
|             |                 |                 |
|             |                 |                 |
| 1948        | 915             |                 |
| 1953        | 989             |                 |
| 1961        | 1035            |                 |
| 1971        | 981             |                 |
| 1981        | 956             |                 |
| 1991        | 1000            | 989             |
| 2002        | 971             | 947             |
|             |                 |                 |

| Etnična sestava po popisu iz leta 2002 | Etnična sestava po popisu iz leta 2002 | Etnična sestava po popisu iz leta 2002 | Etnična sestava po popisu iz leta 2002 | Etnična sestava po popisu iz leta 2002 |
| -------------------------------------- | -------------------------------------- | -------------------------------------- | -------------------------------------- | -------------------------------------- |
| Srbi                                   | Srbi                                   |                                        | 893                                    | 94,29%                                 |
| Romi                                   | Romi                                   |                                        | 52                                     | 5,49%                                  |
| Ukrajinci                              | Ukrajinci                              |                                        | 1                                      | 0,10%                                  |
| Neznano                                | Neznano                                |                                        | 1                                      | 0,10%                                  |